# Ramsey Forty Foot
Ramsey Forty Foot är en by i Cambridgeshire i England. Byn är belägen 31 km 
från Cambridge. Orten har 529 invånare (2015).